# Штајнрајх
Штајнрајх (њем. Steinreich) општина је у њемачкој савезној држави Бранденбург. Једно је од 37 општинских средишта округа Даме-Шпревалд. Према процјени из 2010. у општини је живјело 594 становника. Посједује регионалну шифру (AGS) 12061471.

## Географски и демографски подаци
Штајнрајх се налази у савезној држави Бранденбург у округу Даме-Шпревалд. Општина се налази на надморској висини од 109 метара. Површина општине износи 41,7 km². У самом мјесту је, према процјени из 2010. године, живјело 594 становника. Просјечна густина становништва износи 14 становника/km².